# George Yonashiro
George Yonashiro (jap. 与那城 ジョージ Yonashiro George; ur. 28 listopada 1950) – japoński piłkarz, reprezentant kraju.

## Kariera klubowa
Od 1972 do 1986 roku występował w klubie Yomiuri.

## Kariera reprezentacyjna
W reprezentacji Japonii zadebiutował w 1985. W sumie w reprezentacji wystąpił w 2 spotkaniach.

## Statystyki
| Reprezentacja Japonii | Reprezentacja Japonii | Reprezentacja Japonii |
| Rok                   | Mecze                 | Gole                  |
| --------------------- | --------------------- | --------------------- |
| 1985                  | 2                     | 0                     |
| Razem                 | 2                     | 0                     |